# Antaplaga pyralina
Antaplaga pyralina är en fjärilsart som beskrevs av William Schaus 1904. Antaplaga pyralina ingår i släktet Antaplaga och familjen nattflyn. Inga underarter finns listade i Catalogue of Life.